# Véronique Nahoum-Grappe
Pour les articles homonymes, voir Nahum (homonymie) et Grappe (homonymie).
 (mai 2021).
Véronique Nahoum-Grappe, née en 1948, est une anthropologue française.

## Biographie
Véronique Nahoum-Grappe s'est d'abord lancée dans des études de lettres et de philosophie. C'est grâce à deux rencontres décisives qu'elle va s'intéresser à l'anthropologie : celle de l'historien Emmanuel Le Roy Ladurie et celle de l'anthropologue Françoise Héritier. Elle est chercheuse à l'École des hautes études en sciences sociales (EHESS), au centre Edgar-Morin.
Parallèlement, elle a assuré une chronique quotidienne dans les Matins de France Culture de septembre 2002 à mai 2004.
Elle compte parmi les rédacteurs de la revue Chimères, fondée par Gilles Deleuze et Félix Guattari en 1987.
En 2007, elle appelle à voter pour Ségolène Royal, dans un texte publié dans Le Nouvel Observateur, « contre une droite d’arrogance », pour « une gauche d’espérance ».
Elle est la fille d'Edgar Morin (de son vrai nom Edgar Nahoum) et de la philosophe Violette Naville-Morin (Chapellaubeau), et la sœur de la sociologue Irène Nahoum-Léauthaud.

### Œuvre personnelle
- La Culture de l'ivresse : essai de phénoménologie, 1991 (ISBN 2876530570)
- Histoire et alcool, L'Harmattan, coll. « Logiques sociales », 1999
- Du rêve de vengeance à la haine politique, Buchet Chastel, 2003  (ISBN 2283019311)
- Balades politiques, Les Prairies ordinaires, 2005 (ISBN 2350960102)
- Soif d'ivresse, Stock, 2005
- Vertige de l'ivresse : alcool et lien social, Descartes & Cie, 2010
- Probe et libre, avec Sophie Képès, 2013
- Pierre Laval vu par sa fille : d'après ses carnets intimes, avec Yves Pourcher, 2014
- Entre humanitaire et humanité : mères pour la paix, avec Nanou Rousseau, 2019
- Esprit - Femmes en mouvements, avec Camille Froidevaux-Metterie et Irène Théry, 2021

### Préfaces
- Un Anonyme alcoolique : autobiographie d'une abstinence, Hugues Pentecouteau & Omar Zanna, Presses universitaires de Rennes, 2013
- Probe et libre : un écrivain juré d'assises, Sophie Képès, Buchet-Chastel, 2013
- Qu'est-ce que la misogynie ?, Maurice Daumas, Arkhê éditions, 2017
- Night studies : regards croisés sur les nouveaux visages de la nuit, de Luc Gwiazdzinski, 2020

### Interview
- Guerre en Ukraine : « Chez Poutine, la cruauté et la virilité vont ensemble » :  Véronique Nahoum-Grappe s'entretient le 11 avril 2022 avec Élodie Maurot du journal La Croix au sujet des violences de guerre menées contre les civils par le président Poutine au cours de l’invasion de l'Ukraine par la Russie.